# SO36

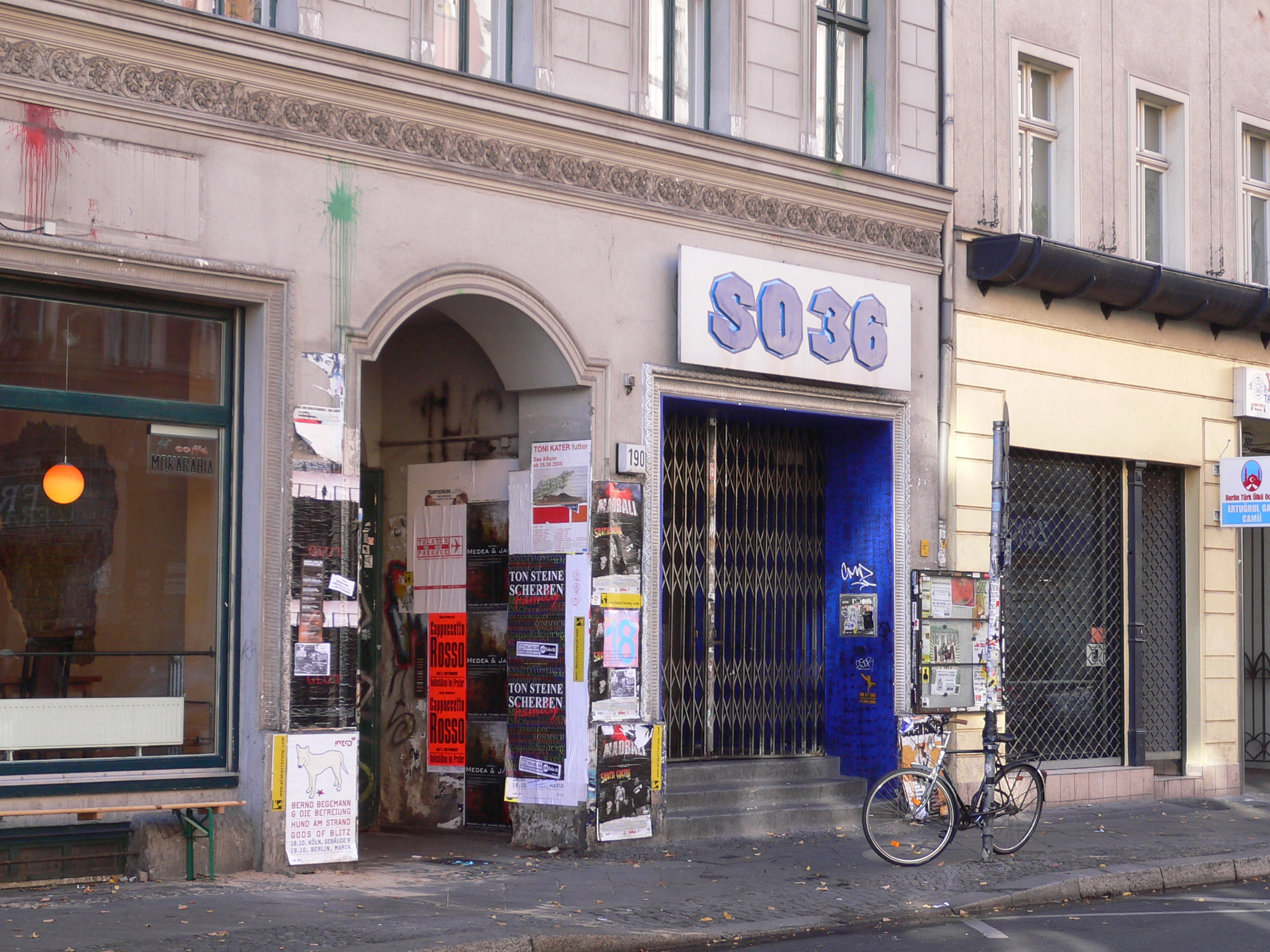
Eingang an der Oranienstraße, 2005

Das SO36 (kurz: das SO [ˈɛso]) ist ein Musik-Club in der Oranienstraße 190, nahe dem Rio-Reiser-Platz im Berliner Ortsteil Kreuzberg. Der Club hat seinen Namen vom gleichnamigen historischen Postzustellbezirk Berlin SO 36.

## Geschichte
Die traditionsreiche Halle in der Oranienstraße wurde gegen Ende des 19. Jahrhunderts als „Restaurationsladen“ des dortigen Biergartenlokals erbaut. Pläne zur Einrichtung eines Lichtspieltheaters sind bereits auf das Jahr 1912 datiert. Zunächst wurde das Kino unter dem Namen Kinora betrieben, ab ca. 1930 als Kino am Heinrichplatz. Aufgrund von Kriegsschäden geschlossen, wurde es 1951 wiedereröffnet, nach dem Mauerbau aber endgültig geschlossen. Von Ende der 1960er bis in die 1970er Jahre hinein diente es als Atelier, zwischendurch als Supermarkt.

### Punk und New Wave

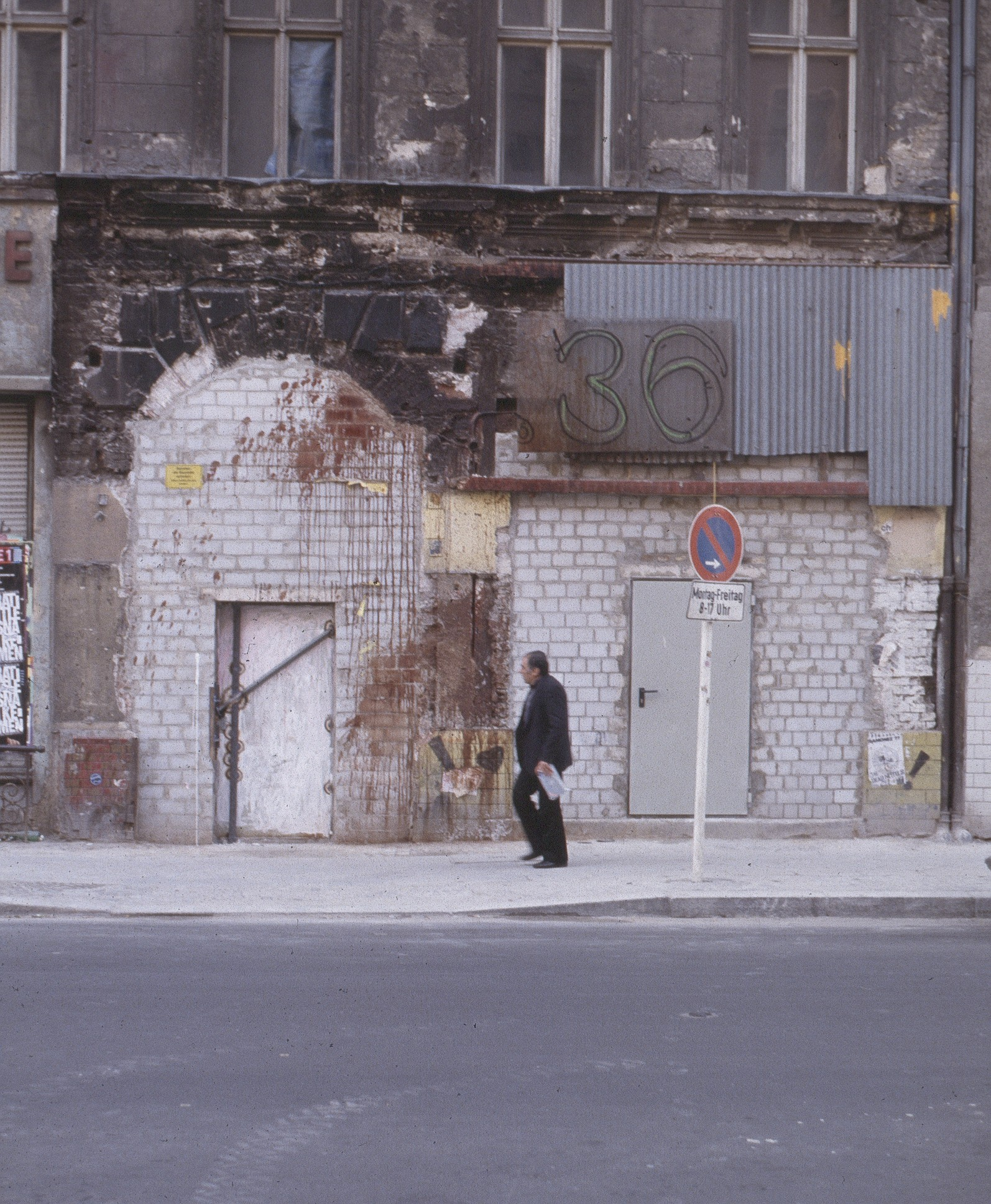
Eingang des SO36, 1987

Als Veranstaltungsort nahm das SO36 am 11./12. August 1978 mit dem zweitägigen „Mauerbaufestival“ (zum ironischen Gedenken an den Bau der Berliner Mauer am 13. August 1961) unter der Leitung von Achim Schächtele, Klaus-Dieter Brennecke und Andreas Rohè seinen Betrieb auf. Es gastierten unter anderem The Wall, Dub-Liners, Mittagspause, Male, S.Y.P.H., DIN A Testbild, Ffurs, Stukka Pilots und PVC. Bereits nach fünf Monaten drohte es allerdings in Konkurs zu gehen, Schächtele erkrankte und Brennecke verkaufte seine Anteile an Martin Kippenberger. Schächtele, Kippenberger und Rohè versuchten einen Brückenschlag zwischen Punk, New Wave und Kunst, ähnlich wie es in Düsseldorf dem Ratinger Hof gelungen war. Sie luden neben Punkbands auch kommerziell erfolgreichere Bands anderer Musikrichtungen ein wie The Red Crayola, Suicide, Lydia Lunch und Throbbing Gristle.
Dieses Geschäftsmodell scheiterte an der mangelnden Akzeptanz seitens der Kreuzberger Anarcho-Punk-Szene, die das Konzept als „Konsumscheiße“ bzw. „Schickeria-Kunst“ ebenso kritisierten wie die als zu hoch empfundenen Eintrittspreise und Hausverbote gegen einzelne Besucher. Die Kritik eskalierte in einem Überfall durch ein „Kommando gegen Konsumterror“ am 11. November 1978 während eines Konzertes der englischen Band Wire, bei dem die Eintrittskasse mit 2500 bis 4500 Mark geraubt wurde. Möglicherweise ist dieses Geld in die spätere Gründung eines Kreuzberger Punk-Zentrums eingeflossen. Im Juni 1979 beendeten Schächtele, Rohé und Kippenberger ihre Phase mit der „Letzten Nacht im SO36“ und verkauften die GmbH an den türkischen Sozialarbeiter Hilal Kurutan.
Unter seiner Regie blieb das SO36 bis 1983 ein Zentrum der Punk- und New-Wave-Szene in Deutschland, außerdem veranstaltete Kurutan Hochzeiten, türkische Disco-Abende sowie zahlreiche Theatervorstellungen. Ursprünglich in „Merhaba“ umbenannt, kehrte er auf Anraten von Berliner Konzertveranstaltern zu dem Namen ‚SO36‘ zurück. In Kooperation mit unterschiedlichen Veranstaltern wie Karl Walterbach, Burkhard Zeiler und später auch in Eigenregie wurde die Geschichte des SO36 als Zentrum des Punk weitergeschrieben. Es traten Bands wie Slime, Die Ärzte, Die Toten Hosen, Einstürzende Neubauten, Die Tödliche Doris oder die Dead Kennedys auf. 1982 fand das erste Berlin Atonal im SO36 statt. Auch der „wahre Heino“ veranstaltete hier seine legendären „Tanz-in-den-Mai“-Partys, unter anderem mit dem Abschiedskonzert von Soilent Grün und einem der ersten Toten-Hosen-Konzerte am 1. Mai 1982. Und auf dem Hinterhof des SO36 befand sich 1983/1984 der Proberaum der Berliner Punkband Vorkriegsjugend (VKJ).
Ende März 1983 wurde das SO36 von der Bauaufsicht geschlossen; Kurutan konnte sich die notwendige Sanierung nicht leisten und gab den Betrieb auf.
Die Zeit von 1980 bis 1984 ist Gegenstand des Dokumentarfilms So war das S.O. 36 aus dem Jahr 1984 von Manfred Jelinski und Jörg Buttgereit, die 1997 auch als Video erschien.
Im Jahr 1984 zog kurzfristig eine Ausstellung der Internationalen Bauausstellung (IBA 1984) ein. Nachdem in der Anhalter Straße das besetzte Kunst- und Kulturcentrum Kreuzberg (KuKuck) geräumt worden war, stürmten deren Sympathisanten die IBA-Ausstellung, warfen sie hinaus und besetzten das SO36. In den Folgejahren wurden sie von der S.T.E.R.N. (Gesellschaft der behutsamen Stadterneuerung mbH) geduldet, die den Mietvertrag innehatte. Das SO36 entwickelte sich zu einem örtlichen Zentrum der Kreuzberger Szene. Im Jahr 1986 nahm das Theater Hundertfleck viel Raum und Zeit ein und das SO36 fungierte hauptsächlich als Probenraum und Bühne des Theaters. Ende 1986 übernahmen wieder Gruppen aus dem umgebenden Kiez den Betrieb und die Programmgestaltung des SO36 und der Schwerpunkt verlagerte sich wieder auf Konzerte, aber auch Volksküchen und Vollversammlungen fanden statt. Beispielsweise veranstaltete die „Blockshock“-Betreiberin Sibylle Schmidt hier einige Abende.
Im Jahr 1987 kam es zu Konflikten mit der Polizei, da sich die Konzerte mehrmals zu Straßenschlachten auf der Oranienstraße entwickelt hatten. Sie gipfelten in einem großen Angriff der Polizei auf das SO36 in der Silvesternacht 1987/1988, nachdem Punks auf dem benachbarten Heinrichplatz (heute: Rio-Reiser-Platz) mit Böllern auf Polizeiwagen geworfen hatten. In der Szene wurde der polizeiliche Übergriff als „Rache für den 1. Mai“ gedeutet. Anfang Februar wurde das SO36 wiederum von der Bauaufsicht geschlossen und der Mietvertrag gekündigt, nachdem eine Theatergruppe für eine Aufführung Teile des Bodens entfernt hatte und ein Feuer ausgebrochen war. Ehemalige Nutzer des SO36 schlossen sich Ende 1988 zum gemeinnützigen Verein „Sub Opus 36 e. V.“ zusammen, um einen neuen Mietvertrag und Fördergelder für eine Wiedereröffnung zu erkämpfen.

### Gegenwart
Nach einer Renovierung im Jahr 1990 wurde das SO36 unter neuer Trägerschaft des „Sub Opus 36 e. V.“ wieder als Veranstaltungssaal in Betrieb genommen. Bis Ende der 1990er Jahre wurde der Veranstaltungsbetrieb zunehmend professionalisiert. Neben Konzerten etablierten sich vor allem Veranstaltungen für und von Lesben und Schwule, die mit den Queer-Partys Mitte der 1990er Jahre den Begriff ‚queer‘ erstmals im deutschsprachigen Raum populär machten. „Gayhane“ war die weltweit erste schwul-lesbische Partyreihe, die sich ausdrücklich an Menschen mit muslimischen Wurzeln richtete und die einzige, die seit 1997 regelmäßig jeden Monat stattfindet.
Das SO36 sah sich 2009 durch einen Nachbarschaftskonflikt in seiner Existenz bedroht. Um die daraus resultierende Auflage zur Lärmreduzierung erfüllen zu können, sollte eine Schallschutzmauer errichtet werden. Zur Finanzierung fanden sowohl Benefizkonzerte (so am 2. September 2009 mit den Toten Hosen) als auch Verhandlungen mit dem Bezirk zur Kostenübernahme statt.
Darüber hinaus ist das SO36 auch politisch aktiv. So nahm der Club 2009 beispielsweise an Protesten gegen das Investorenprojekt Mediaspree teil und unterstützt das Demonstrationsbündnis Freiheit statt Angst. Auch als Akteur gegen die Gentrifizierung Kreuzbergs engagierte sich das SO36 mit mehreren Veranstaltungen und wandte sich schließlich vom Kreuzberger Myfest ab.
Für das Jahr 2009 gewann das SO36 den Live Entertainment Award als bester Club. Nominiert waren neben dem SO36 der Jazzclub Domicil in Dortmund und die Zeche Bochum.
Im November 2017 wurde in der Presse über eine Auseinandersetzung berichtet, die 2016 zwischen Teilen der Belegschaft und der Geschäftsführung ausgebrochen war. Dabei wurde der Geschäftsführung vorgeworfen, Mitarbeiter loswerden zu wollen, die sich in einer Betriebsgruppe zusammengeschlossen und bei einer Vollversammlung geheime Wahlen und eine Diskussion über die Kündigungspraxis gefordert hatten. Der durch die Freie Arbeiterinnen- und Arbeiter-Union begleitete Prozess landete mehrfach vor dem Berliner Arbeitsgericht.
Einige Filmszenen des offiziellen Videoclips zu dem Song Freight Train der amerikanischen Hardcore-Band Madball aus dem Jahr 2018, gedreht von dem Filmemacher Daniel Prieß, wurden im und vor dem Musikclub SO36 aufgezeichnet. Enthalten ist dieser Song auf dem Madball-Album For The Cause.
Im März 2019 veröffentlichte die Punk-Rock-Band Die Toten Hosen das 25 Songs umfassende Live-Album Auf der Suche nach der Schnapsinsel, das 2018 im SO36 aufgezeichnet worden war und einer speziellen Dreifach-CD-Edition und der limitierten Fünffach-Vinyl-Ausgabe des Live Albums „Zuhause Live: Das Laune der Natour-Finale“ beiliegt. Im März 2025 veröffentlichte die britische Rockband New Model Army ein Live-Album mit dem Titel Live SO36, aufgenommen 2022 im SO36.

## Veranstaltungen

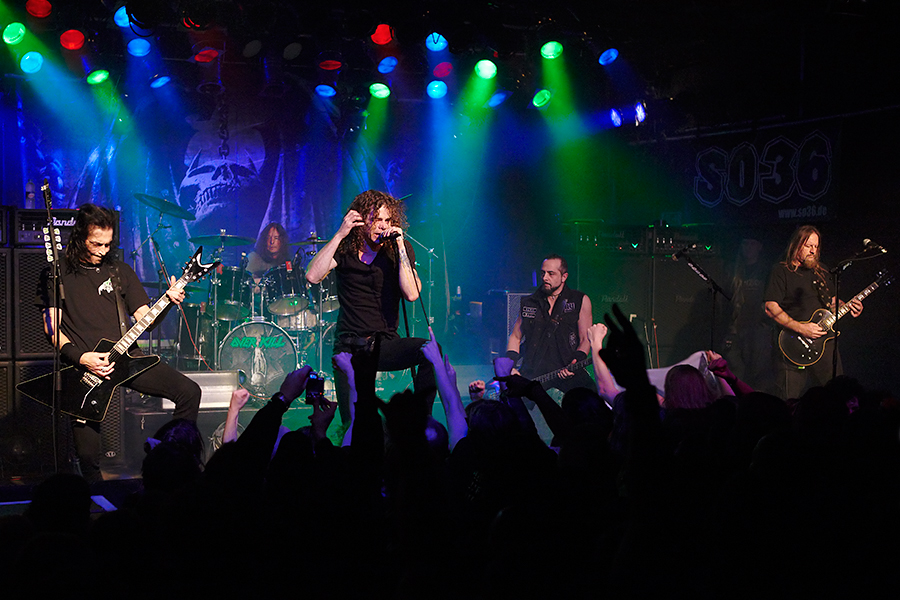
Konzertbühne des SO36

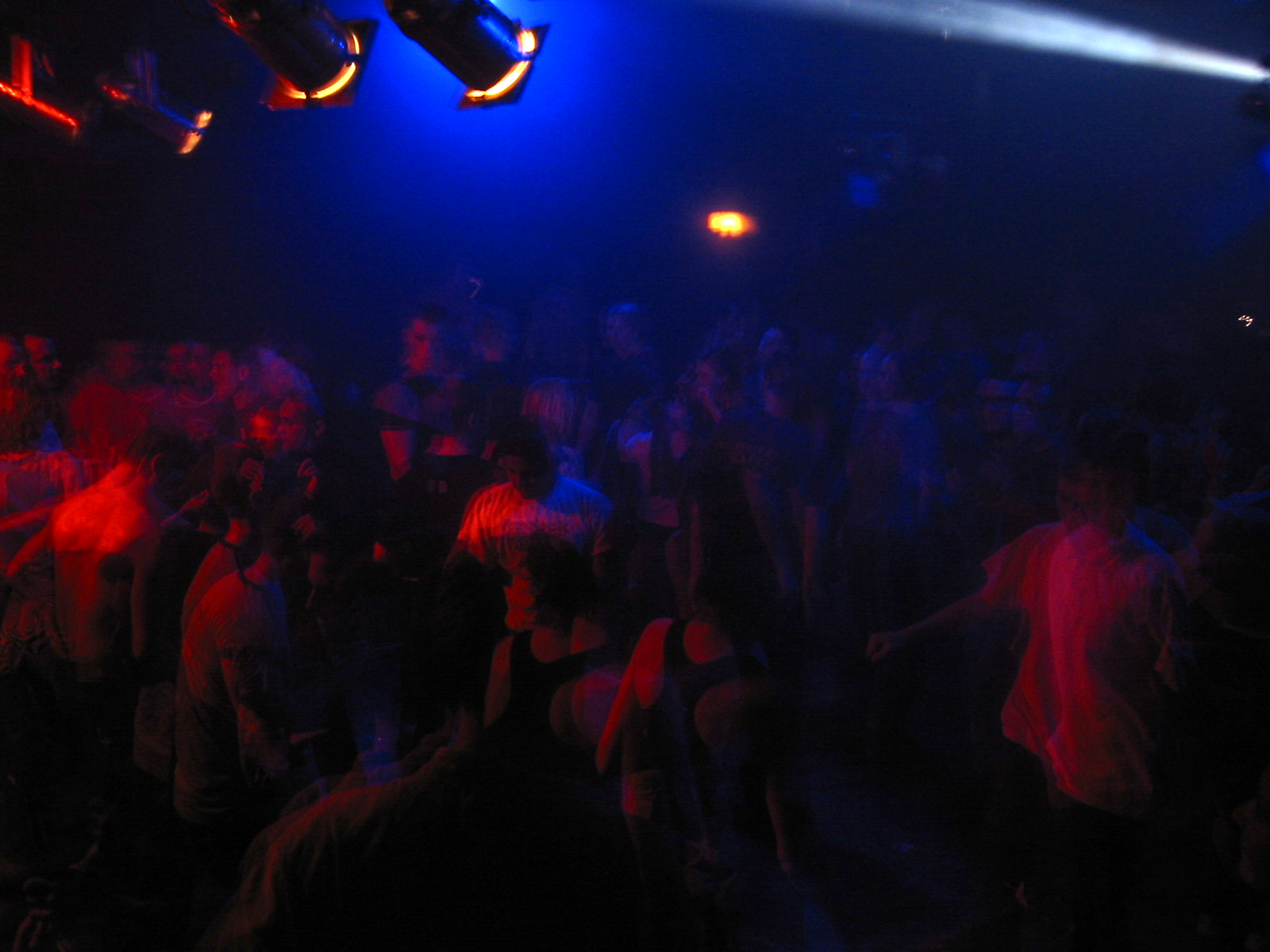
Techno-Party im SO36

Regelmäßig werden Partys und Konzerte veranstaltet. Der montägliche Electric Ballroom zählte zu den langjährigen Techno-Veranstaltungen Berlins.
Die von Fatma Souad (Hakan Tandoğan) organisierte orientalische und schwul-lesbische Party Gayhane mit dem Resident-DJ Ipek findet einmal im Monat an einem Samstag statt und ist musikalisch geprägt von türkischer und arabischer, sowie griechischer und hebräischer Popmusik und einer Show mit Bauchtänzen und anderen orientalischen Einflüssen.
Das „Café Fatal“ findet seit 1995 sonntags statt und beginnt mit einem einstündigen Standard-Tanzkurs, anschließend spielen wechselnde DJs Standard- und lateinamerikanische Tanzmusik sowie auch Rock, Pop und Schlager.
Seit 1998 findet einmal monatlich das „Kiezbingo“ statt. Die Preise werden von den lokalen Gewerben gesponsert und der Erlös an eine zuvor ausgewählte politische oder wohltätige Einrichtung gespendet.
Die Partyreihe „My ugly x“ spricht vor allem jüngere Gäste an und findet einmal monatlich statt. Die Veranstaltung zeichnet sich durch Kleidungs- und Musikstile aus, insbesondere Dance- und Popmusik der 1990er Jahre.
Jeden zweiten und vierten Montag im Monat findet die Lesebühne Lesedüne im SO36 statt. Einmal monatlich wird die Halle für einen nächtlichen Flohmarkt mit einer kostenlosen Sozialberatung zum Thema Hartz IV genutzt.

## Filme und Reportagen
- Manfred Jelinski: So war das S.O.36, Deutschland, 1985[22]
- Ines De Nil: Im Herzen der O-Straße (Dokumentarfilm), 1999[23]
- Beate Becker: SO36 – Der Club als Freiraum und Gesamtkunstwerk, Deutschlandradio Kultur, 2014[24]